# Kasper Ejsing Olesen
Kasper Ejsing Olesen (født 7. oktober 1974 i Odense) er en dansk lærer og kommunalpolitiker, der siden 2018 har været borgmester i Kerteminde Kommune, valgt for Socialdemokratiet.
Olesen boede i Odense til han var ni år, hvorefter familien, forældrene Ole Ejsing Olesen og Bente Østerbye Olesen, flyttede til Birkende. Moderen er tidligere socialdemokratisk byrådsmedlem i tidligere Langeskov kommune og efter kommunesammenlægningen i 2007 den nye Kerteminde kommune.
Kasper Ejsing Olesen blev i 2001 uddannet lærer ved Odense Lærerseminarium. Han har undervist på Hjalleseskolen og Langeskov Skole. Fra 2006 var han ved siden af jobbet som lærer også ansat i DBU som udviklingskonsulent. I 2011 startede han Plads Til Alle et samarbejde mellem Red Barnets lokalafdeling og Kerteminde Kommune. Plads Til Alle skal hjælpe/støtte børn og unge, der ikke er en del af gode fællesskaber ind i eller skabe sådanne fællesskaber. Plads Til Alle blev en så stor succes, at Red Barnet valgte at gøre det til et nationalt indsatsområde.
Han har været borgmester i Kerteminde Kommune siden kommunalvalget i 2017 og overtog efter Hans Luunbjerg (V) fra 1. januar 2018.

Kasper Ejsing Olesen meldte sig ind i Socialdemokratiet i foråret 2013, og stillede op for partiet ved kommunalvalget i Kerteminde november 2013. Ved valget opnåede han 2. flest stemmer i Socialdemokratiet, kun overgået af borgmesterkandidaten og tidligere borgmester Palle Hansborg-Sørensen, og indtog posten som udvalgsformand for Børne- og Skoleudvalget.
Ved kommunalvalget 16. november 2021 fik Socialdemokratiet det bedste valg i Kerteminde kommunes historie, og fik stemt 10 mandater ind i byrådet, og Olesen blev derved den første borgmester i den nuværende Kerteminde Kommune, som blev genvalgt.[kilde mangler]